# موهینیاتام

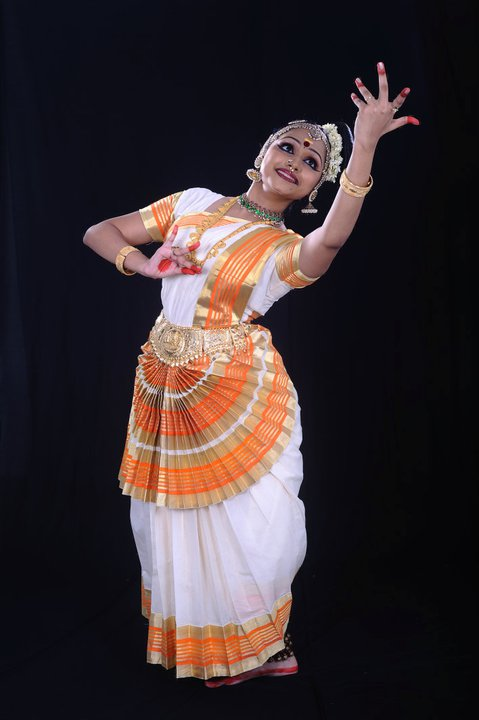
موهینیاتام یک رقص کلاسیک هندی از سرزمین کرالا است.

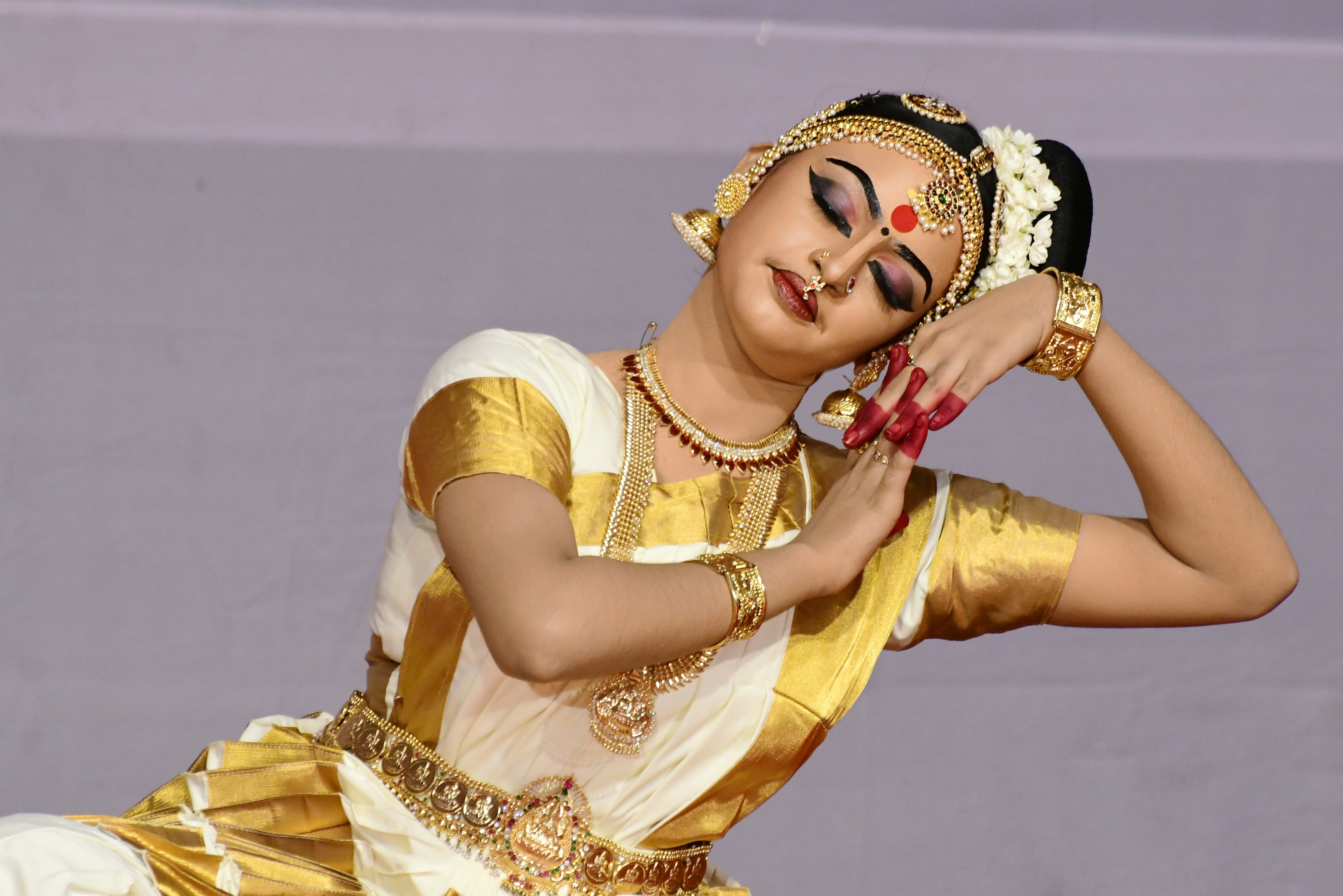
موهینیاتام در مدرسه‌ای در منطقه کانور، سال ۲۰۱۹

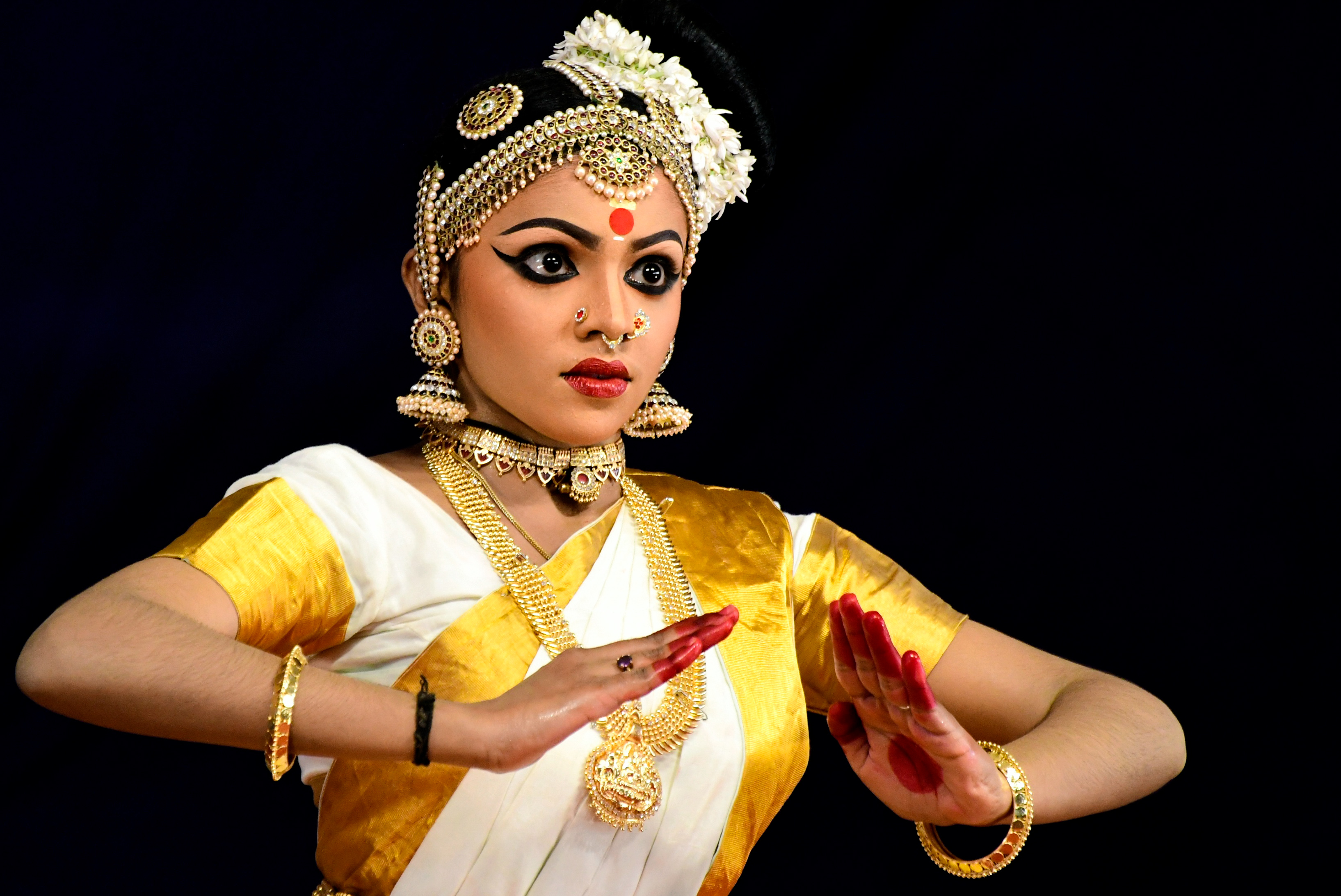
نگاره‌ای از یک رقصندهٔ موهینیاتام در کانور، هند. این رقص نام خود را از کلمهٔ موهینی (en) گرفته‌است؛ که نام دوی، حلول زنانهٔ ویشنو، ایزد آئین هندو است.

موهینیاتام (مالایالامی: മോഹിനിയാട്ടം)، یکی از معروف‌ترین انواع رقص‌های کلاسیک هند است که در ایالت کرالا توسعه یافته و همچنان محبوبیت دارد. کاتاکالی فرم رقص کلاسیک دیگری از کرالا است. رقص موهینیاتام نام خود را از کلمه موهینی گرفته‌است؛ که اسم آواتار افسونگر تاریخی خدای هندو ویشنو بود، او با توسعه قدرت‌های زنانه خود به غلبه خیر علیه شر کمک می‌کند.
ریشه‌های موهینیاتام، مانند همه رقص‌های کلاسیک هندی، از کتاب ناتیا شاسترا، متن باستانی هندو به سانسکریت، است. با این حال، از سبک لاسیا که در ناتیا شاسترا آمده، پیروی می‌کند. این رقصی ظریف و زنانه است. این به‌طور سنتی یک رقص انفرادی است که پس از آموزش گسترده توسط زنان انجام می‌شود. رپرتوار موهینیاتام شامل موسیقی به سبک کارناستیک، آواز و بازی هم می‌شود و قسمت رقص معمولاً در قالب یک نمایش و همراه با صدای خواننده‌ای خارج از صحنه یا خود رقصنده، اجرا می‌شود. این آهنگ به‌طور معمول در ترکیبی مالایایی-سانسکریت به نام مانیپرواوالام است.
اولین اشاره به نام «موهینیاتام» در قرن شانزدهم و در متن حقوقی Vyavaharamala پیدا شده‌است، اما اشارهٔ این متن به احتمال زیاد به رقص‌های قدیمی‌تری است که ریشهٔ موهینیاتام کنونی بودند. این رقص در قرن هجدهم نظام‌مند شد و به عنوان یک سیستم تن‌فروشی در زمان استعمار راج انگلیس مورد تحقیر بود و یک سری قوانین از سال ۱۹۳۱ تا ۱۹۳۸ آن را ممنوع کردند، ممنوعیتی که در سال ۱۹۴۰ مورد اعتراض قرار گرفت. درگیری سیاسی-اجتماعی در نهایت منجر به علاقه‌مندی مجدد، احیا و بازسازی موهینیاتام توسط مردم کرالا، به ویژه شاعری به نام والاتول نارایانا منون، شد.